# Claude Gillot
Pour les articles homonymes, voir Gillot.
Claude Gillot, né le 27 avril 1673 à Langres et mort le 4 mai 1722 à Paris, est un peintre, graveur, illustrateur et décorateur de théâtre français, souvent désigné sous le nom de « maitre de Watteau ».

## Biographie
Né le 27 avril 1673 sur la paroisse Saint-Pierre, sixième enfant sur douze, de Marguerite Contet et de Jean Gillot, peintre et brodeur du Chapitre, qui jouissait d’une certaine notoriété comme peintre, Gillot était apparenté à plusieurs artistes de Langres, les Lenoir, les Tassel, les Robillon.
Il travailla de bonne heure à l’atelier paternel où il put étudier particulièrement la décoration et monta, vers 1691-93, à Paris, où il entra chez Jean-Baptiste Corneille, qui lui apprit à manier la pointe, et l’initia au genre académique, qu’il ne tarda pas à abandonner pour suivre sa fantaisie.
Gillot eut bientôt son atelier à lui où il eut comme élève Antoine Watteau, pendant plusieurs années, de 1705 à 1708,. Il eut une grande influence sur cet élève. À peine discernait-on leurs ouvrages dans cette période où ils travaillaient ensemble, mais ce ne fut pas son seul disciple : Gillot eut également pour élèves Nicolas Lancret et François Joullain.
Le 26 juillet 1710, il est agréé à l’Académie royale pour son tableau Don Quichotte, et y est reçu, le 27 avril 1717, avec un morceau de réception d’un style complètement différent, le Christ dans le temps qu'il va être attaché à la Croix.
Il voyagea en Hollande, ce qui peut expliquer l’influence visible des peintres de ce pays dans plusieurs de ses tableaux de genre, comme la Baraque de l’Empirique, les Apprêts du marché, ainsi que dans ses dessins à la plume de scènes champêtres et citadines gravées par le comte de Caylus qu’il initia à l’art de la gravure, dans ses aquarelles pour des costumes de ballet, tel le Ballet des éléments où parut le jeune Louis XV, et ses admirables compositions pour les six tapisseries Bonnier de la Mosson. Le musée de Langres a de lui le cheval de Troie, une peinture dans le genre de la parodie.
Il mourut, ruiné par la banqueroute de Law. Selon le Bulletin de la Société historique et archéologique de Langres, il montrait une extrême facilité de pinceau et de burin, une imagination vive et brillante, fantasque, voire un peu enfantine, un véritable esprit d’observation » et « Toutes ses compositions ont quelque chose de charmant, de fantasque et de primesautier. »

## Œuvre

### Tableaux et dessins
Il exécute quelques tableaux et dessins religieux : la Vie de J.-C. (1720), un Trépassement de la Vierge, aujourd’hui perdu, pour l’église Saint-Pierre et Saint-Paul de Langres. On lui doit aussi des toiles aux thèmes anecdotiques comme les Deux Carrosses, ainsi qu’une série de dessins comme Arlequin empereur dans la lune, ou Embarquement pour Cythère.
- Les Deux carosses, vers 1707, 127 × 160 cm, Musée du Louvre, Paris[7]
- Le Tombeau de Maître André, scène de farce italienne, 1716-1717, 100 × 139 cm, Musée du Louvre, Paris[8]
- Scène inspirée de la commedia dell’arte, huile sur toile, 59 × 72 cm, Collection privée[9]
- Personnages dans un intérieur élégant regardant une répétition avec des caractères de la commedia delle'arte, huile sur toile, 81 × 100 cm, Collection privée, vente 2016[10]

"
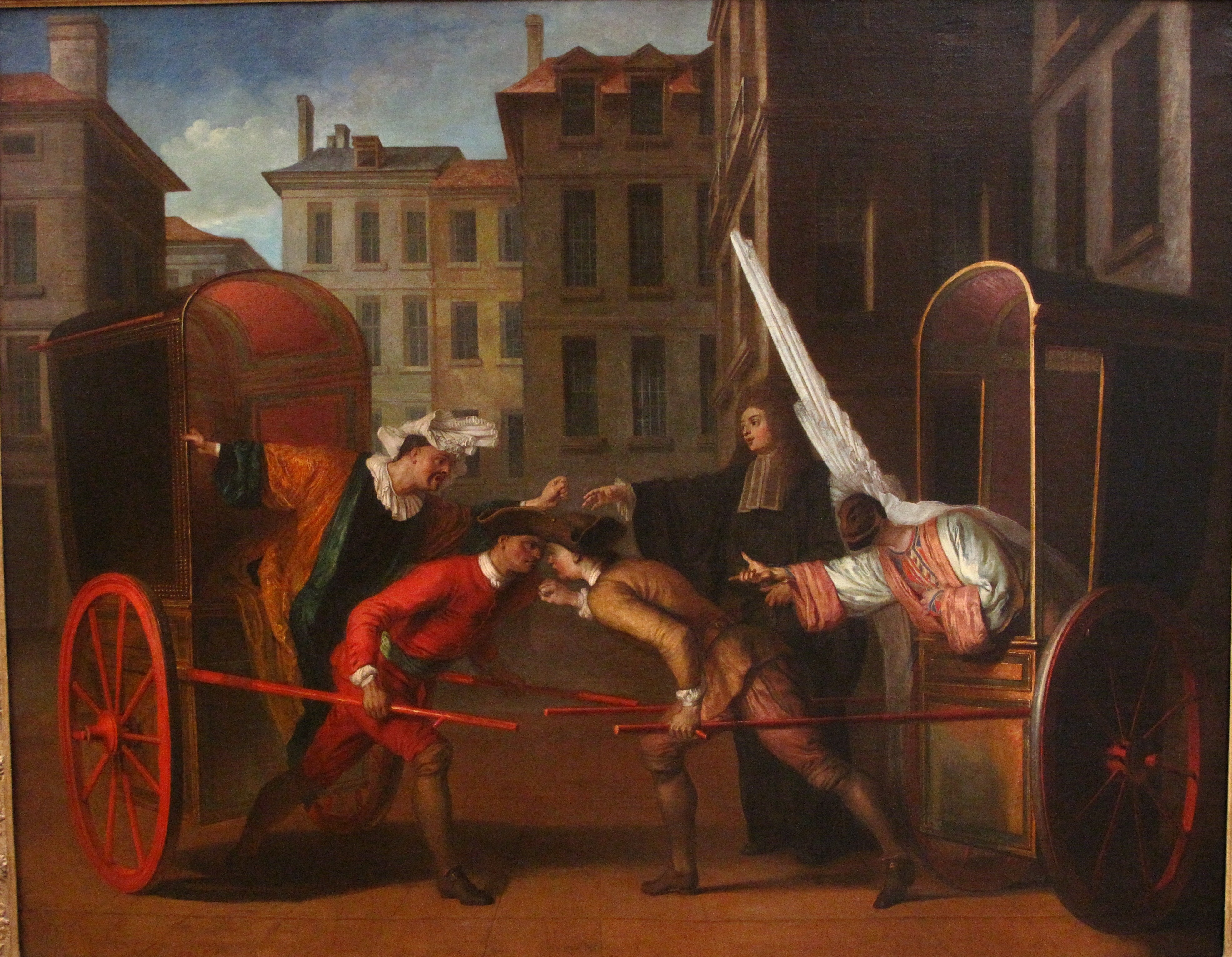
Les Deux Carrosses, 1707 Musée du Louvre
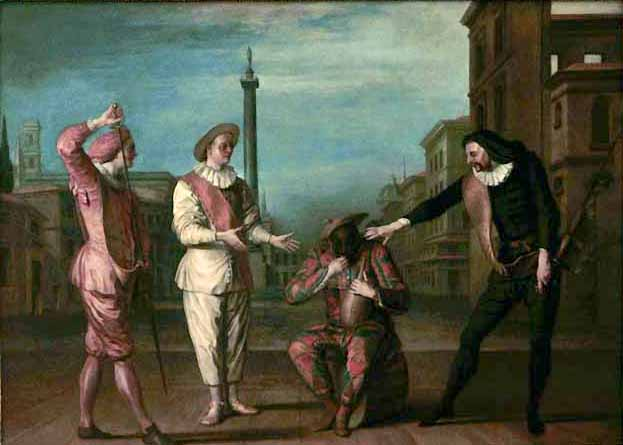
Le Tombeau de Maître André 1716-1717, Musée du Louvre
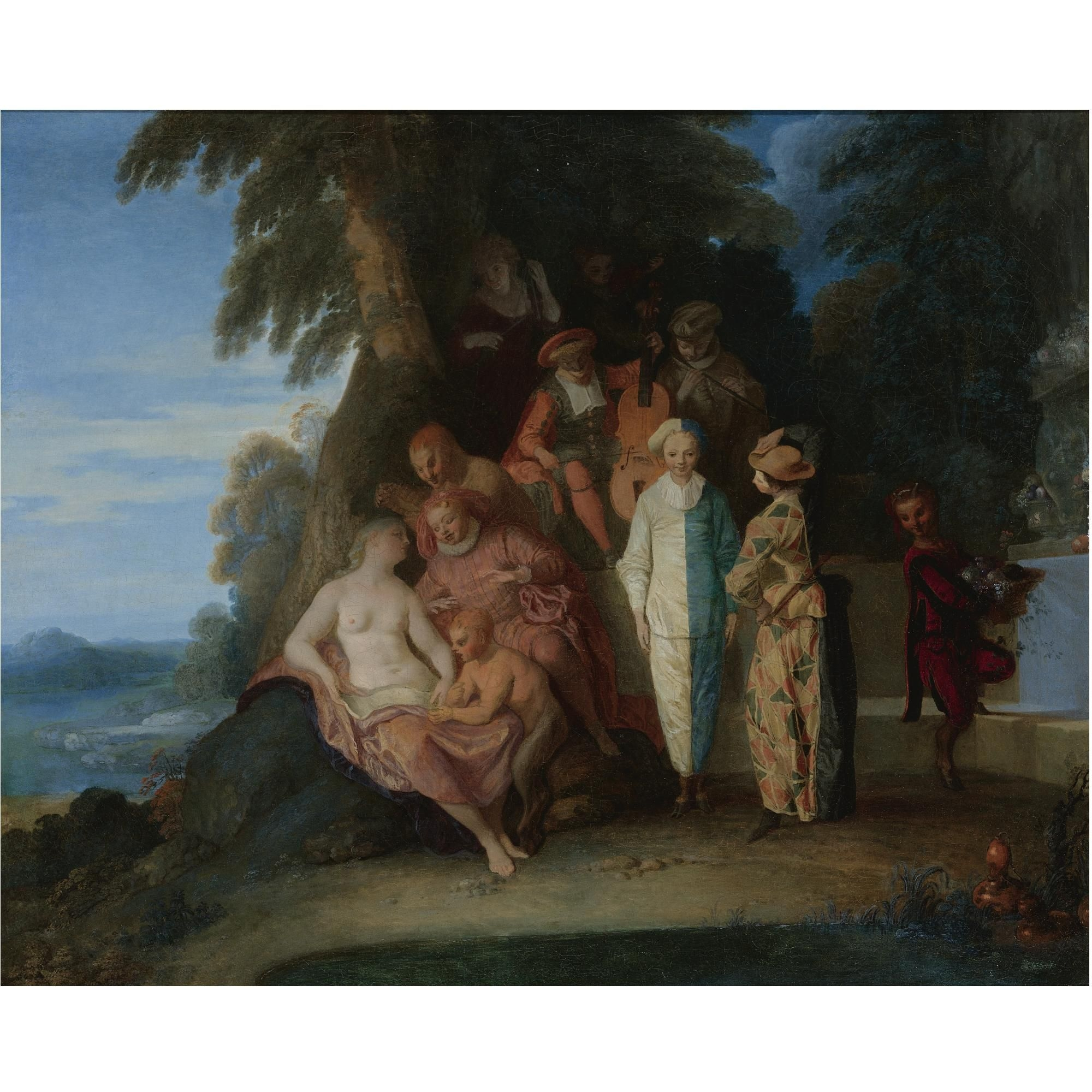
Scène inspirée de la commedia dell’arte Collection privée

### Gravure et autres activités
Il grava, avec une verve railleuse, une gaieté spirituelle des scènes mythologiques qu’il renouvela grâce à son talent d’improvisateur, ses Bacchanales, sa Vie des satyres, ses deux Sabbats, et de nombreux dessins d’ornement tournant en dérision l‘allégorie, la religion et la morale.
Il se spécialisa, surtout entre 1704 et 1718, dans la gravure des sujets de la comédie italienne, les Arlequins et le reste, et des scènes burlesques des théâtres forains qu’il aimait fréquenter.
Il se pourrait même qu’il ait dirigé un théâtre de marionnettes. Il a pris sur le vif la « Vie » des pantins, excelle dans la parodie, crée le genre de la « fête galante ». Il fut chargé d’imaginer des décors et costumes pour des opéras, des créer des cartons de tapisseries et des panneaux décoratifs en bois qu’il ornait d’arabesques, motifs végétaux et autres figures mythologiques.
Il fit des portraits d’acteurs, des en-têtes pour l’édition des œuvres de Lully par Ballard, illustra le Lutrin de Boileau (1713, 1716), les Fables de La Motte, ces dernières vignettes gravées par lui-même à l’eau forte pour la plupart.